# الگوریتم امضای ان‌تی‌آریوساین
الگوریتم امضای ان‌تی‌آریوساین NTRUSign یک الگوریتم کلید عمومی رمزنگاری امضای دیجیتال است که بر اساس طرح امضای GGH بنا شده‌است. الگوریتم امضای ان‌تی‌آریوساین NTRUSign یک الگوریتم کلید عمومی رمزنگاری امضای دیجیتال است که بر اساس طرح امضای GGH بنا شده‌است. این موضوع برای اولین بار در جلسه‌ای در Asiacrypt 2001 ارائه شده و به صورت کارشناسی شده در کنفرانس RSA 2003 منتشر شد. انتشاری که سال 2003 انجام شد شامل توصیه‌هایی پارامتری برای امنیت 80 بیتی بود. در نسخه‌های منتشر شده پس از آن 2005 توصیه پارامتر برای امنیت 80 بیتی تجدید نظر شد، و پارامترهایی که سطح امنیتی را تا 112، 128، 160، 192 و 256 بیت بالا بردند معرفی شدند , یک الگوریتم برای استخراج مجموعه پارامتر در هر سطح امنیتی مورد نظر را توصیف کردند. شرکت رمزنگاری NTRU برای ثبت اختراع در الگوریتم مشغول به کار شده‌است.
NTRUSign شامل انتقال یک پیام به نقطه تصادفی در فضای 2N بعدی، که N که N یکی از پارامتراهای NTRUSign می‌باشد، و همچنین حل مسئله بردار نزدیک در یک مشبکه بسیار مرتبط با مشبکه NTRUEncrypt می‌باشد. این شبکه دارای خاصیت است که به‌طور 2N بعدی خصوصی برای شبکه را می‌توان با 2 بردار توصیف شده است، که هر کدام با ضریب N شرح داده شده، و به صورت عمومی می‌توان با یک بردار N بعدی تنها توصیف کرد.
این موضوع قادر می سازد کلیدهای عمومی در فضای O(N) باشند، به جای O (N2) که به عنوان موردی با دیگر طرح‌های امضا مبتنی بر شبکه است. عملیات O (N2) زمان میگیرد، که با O (N3) برای منحنی رمزنگاری بیضوی و RSA عملیات کلید خصوصی در تضاد است. بنابراین NTRUSign سریع تر از الگوریتمهای در سطوح امنیتی کم، و به‌طور قابل توجهی سریع تر در سطوح امنیتی بالا می‌باشد.
NTRUSign تحت بررسی استاندارد توسط گروه کاری IEEE P1363 می‌باشد.
امنیت
NTRUSign یک طرح امضای بدون دانش نیست و رونوشتهای امضا اطلاعاتی در مورد کلید خصوصی را فاش کیممند که اولین بار توسط Gentry و Szydlo مشاهده شد. در سال 2006 Nguyen و Regev نشان دادند که برای پارامتر هموار اصلی NTRUSign، مجموعه نفوذگرها (هکرها) می‌توانند کلید خصوصی با کمتر از 400 امضا بیابند.
پیشنهادهای کنونی استفاده از آشفتگی برای افزایش طول رونوشت مورد نیاز برای بهبود دادن کلید خصوصی می‌باشد: صاحب امضا نکته‌ای که معرف پیام است را با یک مقدار محرمانه کوچک که قبل از امضای خود محاسبه می‌شود را جایگزین میکند. NTRU ادعا می‌کند که حداقل 30^2 امضا و احتمالاً به‌طور قابل توجهی بیشتر نیاز است، تا قبل از رونوشت امضاهای آشفته تا هر گونه حمله مفید را قادر سازد. در سال 2012 یک حمله به طرح با آشفتگی ارائه شد که تنها نیاز به چند هزار امضا برای پارامترهای امنیتی استاندارد داشت.
لینک مفید:
<url> https://www.securityinnovation.com/products/encryption-libraries/ntru-cryptography.html </url>